# Roșiori (gmina w okręgu Braiła)
Roșiori – gmina w Rumunii, w okręgu Braiła. Obejmuje miejscowości Colțea, Florica, Pribeagu i Roșiori. W 2011 roku liczyła 2808 mieszkańców. 